# Burt Kwouk
Herbert Kwouk, dit Burt Kwouk, est un acteur anglais d'ascendance chinoise, né le 18 juillet 1930 à Warrington et mort le 24 mai 2016 à Londres, dans le quartier d'Hampstead.

## Biographie
Au cinéma, Burt Kwouk contribue à cinquante-neuf films (entre autres britanniques), le premier étant Alerte en Extrême-Orient de Ronald Neame (1957, avec Peter Finch et Mary Ure) et le dernier étant L'Empreinte de la mort de Philippe Martinez (2004, avec Jean-Claude Van Damme et Simon Yam).
Entretemps, il tient le rôle récurrent de Cato Fong dans sept films réalisés par Blake Edwards et appartenant au cycle de La Panthère rose, depuis Quand l'inspecteur s'emmêle (1964, avec Peter Sellers et Elke Sommer) jusqu'au Fils de la panthère rose (1993, avec Roberto Benigni et Claudia Cardinale), en passant notamment par Quand la panthère rose s'emmêle (1976, avec Peter Sellers et Lesley-Anne Down).
Parmi ses autres films notables, citons On ne vit que deux fois de Lewis Gilbert (1967, avec Sean Connery et Donald Pleasence), Les Souliers de saint Pierre de Michael Anderson (1968, avec Anthony Quinn et Laurence Olivier), Air America de Roger Spottiswoode (1990, avec Mel Gibson et Robert Downey Jr.), ou encore Le Baiser mortel du dragon de Chris Nahon (2001, avec Jet Li et Bridget Fonda).
Pour la télévision, il tourne huit téléfilms diffusés entre 1958 et 2012, dont Les Mille et Une Nuits de Steve Barron (2000, avec Mili Avital et Alan Bates).
S'y ajoutent soixante-neuf séries à partir de 1957, dont Ce sentimental M. Varela (douze épisodes, 1963), Chapeau melon et bottes de cuir (trois épisodes, 1961-1965), Destination Danger (cinq épisodes, 1961-1967) et Doctor Who (un épisode, 1982).
Un de ses derniers rôles au petit écran est celui d'Entwistle, dans soixante-dix-huit épisodes (2002-2010) de la sitcom Last of the Summer Wine.
Au théâtre enfin, Burt Kwouk joue plusieurs fois à Londres, entre autres dans les pièces The Pleasure of His Company de Samuel A. Taylor (1959, avec Coral Browne et Nigel Patrick), The Letter (en) de William Somerset Maugham (1973, avec Jill Bennett) et Plenty (en) de David Hare (1999, avec Cate Blanchett). À noter qu'il avait déjà participé à l'adaptation au cinéma en 1985 de cette dernière pièce, sous le même titre (réalisée par Fred Schepisi, avec Meryl Streep dans le rôle repris par Cate Blanchett).
Toujours à Londres, l'acteur apparaît aussi en 1969 dans la comédie musicale Mame de Jerry Herman, aux côtés de Ginger Rogers.

## Filmographie partielle

### Cinéma
- 1957 : Alerte en Extrême-Orient (Windom's Way) de Ronald Neame : un assistant du père Amyan
- 1958 : L'Auberge du sixième bonheur (The Inn of the Sixth Happiness) de Mark Robson : Li
- 1959 : Section d'assaut sur le Sittang (Yesterday's Enemy) de Val Guest : un soldat japonais
- 1960 : Visa pour Canton (Passport to China) de Michael Carreras : Jimmy
- 1961 : L'Empreinte du dragon rouge (The Terror of the Tongs) de Anthony Bushell : Monsieur Ming
- 1962 : L'Homme qui aimait la guerre (The War Lover) de Philip Leacock : un membre d'équipage
- 1962 : Une histoire de Chine (Satan Never Sleeps) de Leo McCarey : Ah Wang
- 1964 : Quand l'inspecteur s'emmêle (A Shot in the Dark) de Blake Edwards : Cato Fong
- 1964 : Goldfinger de Guy Hamilton : M. Ling
- 1965 : La Malédiction de la mouche (Curse of the Fly) de Don Sharp : Tai
- 1966 : Opération Marrakech (Our Man in Marrakech) de Don Sharp : le directeur du cabinet d'export
- 1966 : The Sandwich Man de Robert Hartford-Davis
- 1966 : Les Treize Fiancées de Fu Manchu (The Brides of Fu Manchu) de Don Sharp : Feng
- 1966 : Les Centurions (Lost Command) de Mark Robson : un officier vietnamien
- 1967 : Casino Royale de Val Guest et autres : le général chinois
- 1967 : On ne vit que deux fois (You Only Live Twice) de Lewis Gilbert : le n° 3 du SPECTRE
- 1968 : Les Souliers de saint Pierre (The Shoes of the Fisherman) de Michael Anderson : le dirigeant chinois Peng
- 1969 : L'Homme le plus dangereux du monde (The Chairman) de J. Lee Thompson : Chang Shou
- 1970 : Deep End de Jerzy Skolimowski : le vendeur de hot dog
- 1972 : Madame Sin (titre original) de David Greene : l'opérateur balafré
- 1975 : Le Retour de la Panthère rose (The Return of the Pink Panther) de Blake Edwards : Cato Fong
- 1975 : Rollerball de Norman Jewison : le médecin japonais
- 1976 : Quand la Panthère rose s'emmêle (The Pink Panther Strikes Again) de Blake Edwards : Cato Fong
- 1977 : Mon « Beau » légionnaire (The Last Remake of Beau Geste) de Marty Feldman : le père Shapiro
- 1978 : La Malédiction de la Panthère rose (Revenge of the Pink Panther) de Blake Edwards : Cato Fong
- 1980 : Le Complot diabolique du docteur Fu Manchu (The Fiendish Plot of Dr. Fu Manchu) de Piers Haggard, Peter Sellers et Richard Quine : un serviteur de Fu Manchu
- 1982 : À la recherche de la Panthère rose (Trail of the Pink Panther) de Blake Edwards : Cato Fong
- 1983 : L'Héritier de la Panthère rose (Curse of the Pink Panther) de Blake Edwards : Cato Fong
- 1985 : Plenty de Fred Schepisi : M. Aung
- 1987 : Empire du soleil (Empire of  the Sun) de Steven Spielberg : M. Chen
- 1990 : Air America de Roger Spottiswoode : général Lu Soong
- 1993 : Le Fils de la Panthère rose (Son of the Pink Panther) de Blake Edwards : Cato Fong
- 2001 : Le Baiser mortel du dragon de Chris Nahon : oncle Tai
- 2003 : Sans frontière (Beyond Borders) de Martin Campbell : colonel Gao
- 2004 : Les Fils du vent de Julien Seri : Wong
- 2004 : L'Empreinte de la mort (Wake of Death) de Philippe Martinez : Tommy Li

### Télévision

#### Séries télévisées
- 1961-1965 : Chapeau melon et bottes de cuir, première série (The Avengers)
  - Saison 1, épisode 22 Kill the King (1961) : Le roi Tenuphon
  - Saison 3, épisode 26 Le Quadrille des homards (Lobster Quadrille, 1964) : Mason
  - Saison 4, épisode 5 Les Cybernautes (The Cybernauts, 1965) de Sidney Hayers : Tusamo
- 1961-1967 : Destination Danger (Danger Man)
  - Saison 1, épisode 27 Le Voyage interrompu (The Journey Ends Halfway, 1961 - Tai) de Clive Donner et épisode 33 Le Comédien (The Actor, 1961 - Chen Tung)
  - Saison 3, épisode 1 Vous avez des ennuis ? (You're Not in Any Trouble, Are You?, 1965 - Masan) de Don Chaffey et épisode 3 Un jeu dangereux (A Very Dangerous Game, 1965 - Kim) de Don Chaffey
  - Saison 4, épisode 1 Koroshi (1967) de Michael Truman et Peter Yates : Tanaka
- 1963 : Ce sentimental M. Varela (The Sentimental Agent), saison unique, 12 épisodes : Chin
- 1965-1968 : Le Saint (The Saint)
  - Saison 3, épisode 18 Les Griffes du tigre (The Sign of the Claw, 1965) de Leslie Norman : Tawau
  - Saison 5, épisode 23 Pièges en tous genres (The Gadget Lovers, 1967) de Jim O'Connolly : Colonel Wing
  - Saison 6, épisode 9 Chinoiseries (The Master Plan, 1968) de Leslie Norman : M. Ching
- 1968 : Les Champions (The Champions), saison unique, épisode 1 Le Départ (The Beginning) de Cyril Frankel : Le major chinois
- 1972 : Jason King, saison unique, épisode 21 Des dessins insolites (Every Picture Tells a Story) de Cyril Frankel : Lee Chang
- 1972-1973 : L'Aventurier (The Adventurer), saison unique, épisode 12 La Seconde Clé (Deadlock, 1972 - Johnny Morrison) de Val Guest et épisode 20 La Vente aux enchères (Going, Going..., 1973 - Taiho) de Val Guest
- 1978 : Le Retour du Saint (Return of the Saint), saison unique, épisode 6 Vengeance (Assault Force) de Peter Sasdy : Chula
- 1982 : Doctor Who, saison 19, épisode 5 « Four to Doomsday », 1re à 4e parties : Lin Futu
- 1983 : Pour l'amour du risque (Hart to Hart), saison 5, épisode 7 Rallye en Grèce (Passing Chance) de Paul Krasny : Toshi
- 2001 : Tessa à la pointe de l'épée (Queen of Swords), saison unique, épisode 20 Le Dragon (The Dragon) : Maître Kiyomosa
- 2006 : Affaires non classées (Silent Witness), Saison 10, épisode 1 Clandestins (Cargo) : Jimmy Han
- 2002-2010 : Last of the Summer Wine, sitcom, 78 épisodes : Entwistle

#### Téléfilms
- 1995 : Bullet to Beijing de George Mihalka : Kim Soo
- 2000 : Les Mille et Une Nuits (Arabian Nights) de Steve Barron : Le calife Beder
- 2001 : L'Empire du roi-singe ou Le Dernier Empire (The Monkey King ou The Lost Empire) de Peter MacDonald : Professeur Sheng
- 2006 : Low Winter Sun d'Adrian Shergold : M. Gim Yeung
- 2012 : Whatever Happened to Harry Hill? d'Harry Hill : lui-même

## Théâtre à Londres (sélection)
(pièces, sauf mention contraire)
- 1959 : The Pleasure of His Company de Samuel A. Taylor, mise en scène de Nigel Patrick, costumes de Pierre Balmain
- 1960 : L'Île nue (The Naked Island) de Russell Braddon
- 1969 : Mame, comédie musicale, musique et lyrics de Jerry Herman, livret de Jerome Lawrence et Robert E. Lee, mise en scène de Gene Saks : Ito
- 1973 : The Letter de William Somerset Maugham
- 1999 : Plenty de David Hare

## Distinction
- 2011 : officier de l'ordre de l'Empire britannique (OBE)